# Die Todesbucht von Louisiana
Die Teufelsbucht von Louisiana (Originaltitel: Thunder Bay) ist ein US-amerikanischer Abenteuerfilm aus dem Jahr 1953 von Anthony Mann mit James Stewart und Joanne Dru in den Hauptrollen. Das Drehbuch basiert auf einer Originalstory von John Michael Hayes, die ihrerseits nach Ideen von George W. George und George F. Slavin entstand.

## Handlung
Die beiden mittellosen Ingenieure Steve Martin und Johnny Gambi, die im Zweiten Weltkrieg in der Marine dienten, wandern eine ruhige Straße an der Golfküste Louisianas entlang. Teche Bossier, der Besitzer der „Port Felicity Fish Company“, willigt ein, sie für fünf Dollar in die Krabbenfischerstadt Port Felicity zu fahren. Am Ziel angekommen mietet Johnny von Dominique Rigaud einen Krabbenkutter, obwohl Stella, die Tochter des Fischers, den Fremden sofort misstraut. Johnny und Steve benutzen das Boot, um dem potenziellen Investor Kermit MacDonough die Stelle zu zeigen, an der sie vor der Küste nach Öl bohren wollen. Steve behauptet, er habe eine Bohrplattform konstruiert, die jedem Sturm standhält, und schätzt, dass sie mit einer Investition von einer Million Dollar bald Ölreserven im Wert von zwei Milliarden Dollar erschließen werden. Seine Begeisterung ist so ansteckend, dass MacDonough sich gegen den Rat seines Sekretärs Rawlins bereit erklärt, das Projekt zu finanzieren.  MacDonough warnt Steve jedoch, dass er innerhalb von drei Monaten Öl entdecken müsse, sonst werde sein Unternehmen sie beide aufgrund riesiger Investitionen in eine Offshore-Ölplattform arbeitslos machen.
Einige Wochen später lernt Johnny Stellas jüngere Schwester Francesca kennen und verliebt sich in sie, doch der Tradition entsprechend ist sie seit ihrer Kindheit mit Philippe Bayard verlobt. Nachdem sie im „Bon Chance“, einem örtlichen Treffpunkt, ein Liebeslied gesungen haben, ist Philippe bestürzt, als Francesca mit Johnny hereinkommt. Teche, der die Ölmänner gutmütig Ausländer nennt, erklärt sich bereit, Steve und Johnny zu helfen, doch Stella, die behauptet, sie habe während ihres Aufenthalts in Chicago Männer von der Art der beiden Ingenieure kennengelernt, weigert sich, Steves Aussage zu glauben, dass Öl gut für die Stadt sei. Trotzdem stellen die beiden eine Mannschaft ein und beginnen mit der Suche nach Öl. Als Teche sieht, wie sie Dynamitladungen in den Golf werfen, fleht er sie an, aufzuhören, da er glaubt, dass die Explosionen die Garnelen töten und eine ohnehin schon trostlose Garnelensaison noch schlimmer machen werden. Steve behauptet, die Sprengladungen seien sicher, aber Teche kehrt in die Stadt zurück und stachelt die Fischer an, einen wütenden Mob zu bilden. Steve verscheucht sie schließlich, indem er hinter ihnen Dynamitstangen explodieren lässt. Er besänftigt Stella, indem er Johnny warnt, sich von Francesca fernzuhalten. Steve rät Francesca sanft, bei ihren eigenen Leuten zu bleiben.
Nach einem Monat treibt Steve die Baumannschaft unermüdlich an, und die Plattform sowie die Bohrinsel werden planmäßig fertiggestellt. Steve befiehlt der Bohrmannschaft, sofort loszulegen. Der erschöpfte Johnny ist erleichtert, als eine Hurrikanwarnung den Männern einen Vorwand gibt, sich die Nacht frei zu nehmen. Johnny und seine Männer betreten mit Francesca das „Bon Chance“. Der wütende Philippe beginnt eine Schlägerei. Sheriff Chighizola verhaftet, von der wütenden Francesca aufgestachelt, die Ölmänner.  Stella ist entschlossen, Johnny feuern zu lassen, und besucht Steve auf der Bohrinsel. Sie erklärt ihm, dass er wirklich etwas erreicht hätte, wenn er das seit Millionen von Jahren in der Erde schlummernde Öl finden würde. Stella gibt ihren Verdacht schließlich auf und küsst Steve, doch zurück in der Stadt überredet Philippe Teche, ihm dabei zu helfen, die Bohrinsel zu zerstören. Als der Hurrikan aufkommt, klettert Philippe auf die Plattform und zündet ein Bündel Dynamit an, doch Steve sieht ihn und die beiden Männer kämpfen. Philippe stolpert und verschwindet unter den Wellen. Steve nimmt entsetzt an, dass Stella an Philippes Plan beteiligt war. Die Bohrinsel übersteht den Sturm, und am Morgen beginnen die Bohrungen.
Acht Tage vor Ablauf der Frist besucht MacDonough Steve und überbringt ihm traurig die Nachricht, dass der Vorstand seines Unternehmens aus Angst vor einer Strafe wegen Nichtzahlung des Pachtvertrags beschlossen hat, die Bohrarbeiten am folgenden Tag einzustellen. MacDonough hat bereits sein gesamtes eigenes Geld ausgegeben, und die Mannschaft kann nicht ohne Bezahlung arbeiten. In diesem Moment kommt Johnny aus der Stadt zurück und verkündet, dass er gerade Francesca geheiratet hat. Steve schlägt Johnny, der Steve lautstark dafür tadelt, dass er ihn und die Männer zu sehr getrieben hat. Steve fordert alle auf zu gehen, da er die Bohrung selbst durchführen will, woraufhin Johnny zögert und die Mannschaft überredet, zu bleiben. Während die Männer bohren, entdecken sie, dass die lästigen Garnelen, die die Ventile verstopfen, in Wirklichkeit die riesigen goldenen Garnelen sind, die den örtlichen Fischern so lange entgangen sind. Steve bringt Francesca zur Bohrinsel und macht Dominique wütend, der die Fischer erzürnt, indem er erklärt, dass die Ölmänner ihre Töchter stehlen und die Stadt zerstören werden. Auf Stellas Bitte hin warnt Teche Steve, dass jedes Boot in der Stadt auf dem Weg zur Bohrinsel ist. Steve tut so, als wüsste er nichts von den goldenen Garnelen, fragt Teche, ob er ihm helfen könne, die Kreaturen loszuwerden, und wendet sich dann an den wütenden Mob. Francescas Ehe sei glücklich, versichert er den Männern, und außerdem werde Öl Port Felicity Fortschritt bringen. Trotz dieser Worte beschließen die Fischer, die Bohrinsel zu zerstören, doch in diesem Moment schießt Öl durch die Bohrinsel und auf die Plattform ins Freie. Die Fischer entdecken, dass das goldene Garnelenbett riesig ist, folglich ist der Konflikt zwischen den Ölmännern und den Fischern gelöst. Teche überzeugt Steve, dass Stella nicht an Philippes Komplott beteiligt war, und die Liebenden kommen endlich zusammen.

## Hintergrund
Gedreht wurde der Film Ende September bis Mitte November 1952.
Es wurde berichtet, dass das Bildformat von 1,85:1 zwar nicht so breit sei wie CinemaScopes 2,55:1, aber erfreulich effektiv. In diesem Film verwendete Universal auch zum ersten Mal Stereoton, der damals nur in ausgewählten Kinos verfügbar war. Es wurde jedoch beklagt, dass der Ton durch die Verwendung von drei Lautsprechern laut und störend sei. Werbematerialien zeigen, dass der Film ursprünglich als 3D-Produktion geplant war.
Nachrichtenberichten zufolge wurde der größte Teil des Films in Morgan City (Louisiana) gedreht, einige Szenen wurden in New Orleans und auf einem Ölbohrschiff fünfzig Kilometer draußen im Golf von Mexiko gedreht.
Alexander Golitzen und Richard H. Riedel oblag die künstlerische Leitung. Russell A. Gausman und Oliver Emert waren für das Szenenbild zuständig, Rosemary Odell für die Kostüme, Bud Westmore für das Maskenbild. Verantwortliche Toningenieure waren Joe Lapis, Leslie I. Carey und James V. Swartz.
Das im Film gespielte französische Wiegenlied Guégué Solin Gaye wurde von Milton Rosen arrangiert.

## Synchronisation
Die deutsche Synchronfassung entstand im Auftrag der Berliner Synchron GmbH Wenzel Lüdecke unter der Dialogregie von Hugo Schrader, der auch das Dialogbuch verfasste.
| Rolle              | Schauspieler      | Deutscher Synchronsprecher |
| ------------------ | ----------------- | -------------------------- |
| Steve Martin       | James Stewart     | Siegmar Schneider          |
| Stella Rigaud      | Joanne Dru        | Marianne Kehlau            |
| Teche Bossier      | Gilbert Roland    | Wolf Martini               |
| Johnny Gambi       | Dan Duryea        | Klaus Schwarzkopf          |
| Kermit MacDonough  | Jay C. Flippen    | Walther Suessenguth        |
| Francesca Rigaud   | Marcia Henderson  | Christel Merian            |
| Philippe Bayart    | Robert Monet      | Harald Juhnke              |
| Dominique Rigaud   | Antonio Moreno    | Walter Werner              |
| Rawlins            | Henry Morgan      | Ralph Lothar               |
| Sheriff Chighizola | Fortunio Bonanova | Erich Poremski             |
| Joe                | Antonio Filauri   | Walter Altenkirch          |
| Ölarbeiter         | Allen Pinson      | Gerd Martienzen            |
| Ölarbeiter         | Dale Van Sickel   | Heinz Giese                |

Anmerkung: Die kursiv geschriebenen Namen sind Rollen und Darsteller, die nicht im Abspann erwähnt wurden.

## Veröffentlichung
Die Premiere des Films fand am 20. Mai 1953 in New York statt. In der Bundesrepublik Deutschland kam er am 31. Dezember 1953 in die Kinos, in Österreich am 9. Januar 1954.

## Kritiken
Der Filmkritiken-Aggregator Rotten Tomatoes hat in einer Auswertung von über 250 User-Kritiken ein Publikumsergebnis von 67 Prozent positiver Bewertungen ermittelt.
Der Kritiker der The New York Times monierte, der Film scheine nicht das eindrucksvollste Mittel zu sein, um neue Bild- und Tonsysteme zu starten. Obwohl vier verschiedene Handwerker an der Entstehung dieser Geschichte beteiligt waren, waren sie nicht geschickt genug, um eine Ansammlung von Klischees zu vermeiden. Optisch sei jedoch der komplexe Offshore-Bohrapparat das markanteste Merkmal und interessanter als seine Bediener oder deren Machenschaften.
Die Variety befand, ein moderner Plot verleihe diesem ordentlichen Outdoor-Actionfilm eine interessante Abwechslung.
Bob Thomas schrieb in der San Bernardino Sun, der Film vereine alle Elemente für einen fesselnden Film.
Dennis Schwartz war der Meinung, dass außer Anthony Mann es nicht viele Regisseure gebe, die die rivalisierenden Spekulanten und Shrimpsfischer wie Turteltauben wirken und es so gut hätten funktionieren lassen können.
Derek Winnert schrieb, der stets zuverlässigen Stewart, Duryea, Dru, Roland und Flippen bilden ein tolles Team und arbeiten alle verzweifelt hart. Aber sie können einen verblassten Film nicht vor einem trüben Ende bewahren oder die Tatsache verbergen, dass es nicht einer von Stewarts oder Regisseur Manns besten Filmen sei. Das Thema und die Filmtechniken wirken stark veraltet, was bei einem Western nicht der Fall gewesen wäre. Es lohne sich jedoch, zumindest wegen Stewarts Schauspiel und William H. Daniels Technicolor-Kinematographie einen Blick darauf zu werfen.
Das Lexikon des internationalen Films schrieb: „Ein kurioser Abenteuerfilm mit einem naiven Fortschrittsglauben, der dem Triumph der Technik sogar noch den Aufschwung des einheimischen Fischfangs zuschreiben will.“
Die Filmzeitschrift Cinema befand: „1953 nutzten die Universal-Studios diese hübsch naive Story vor allem, um ihr neues Breitwand- und Stereosystem vorzustellen. Fazit: Nett altmodische Technicolor-Action.“